# سسوستریس

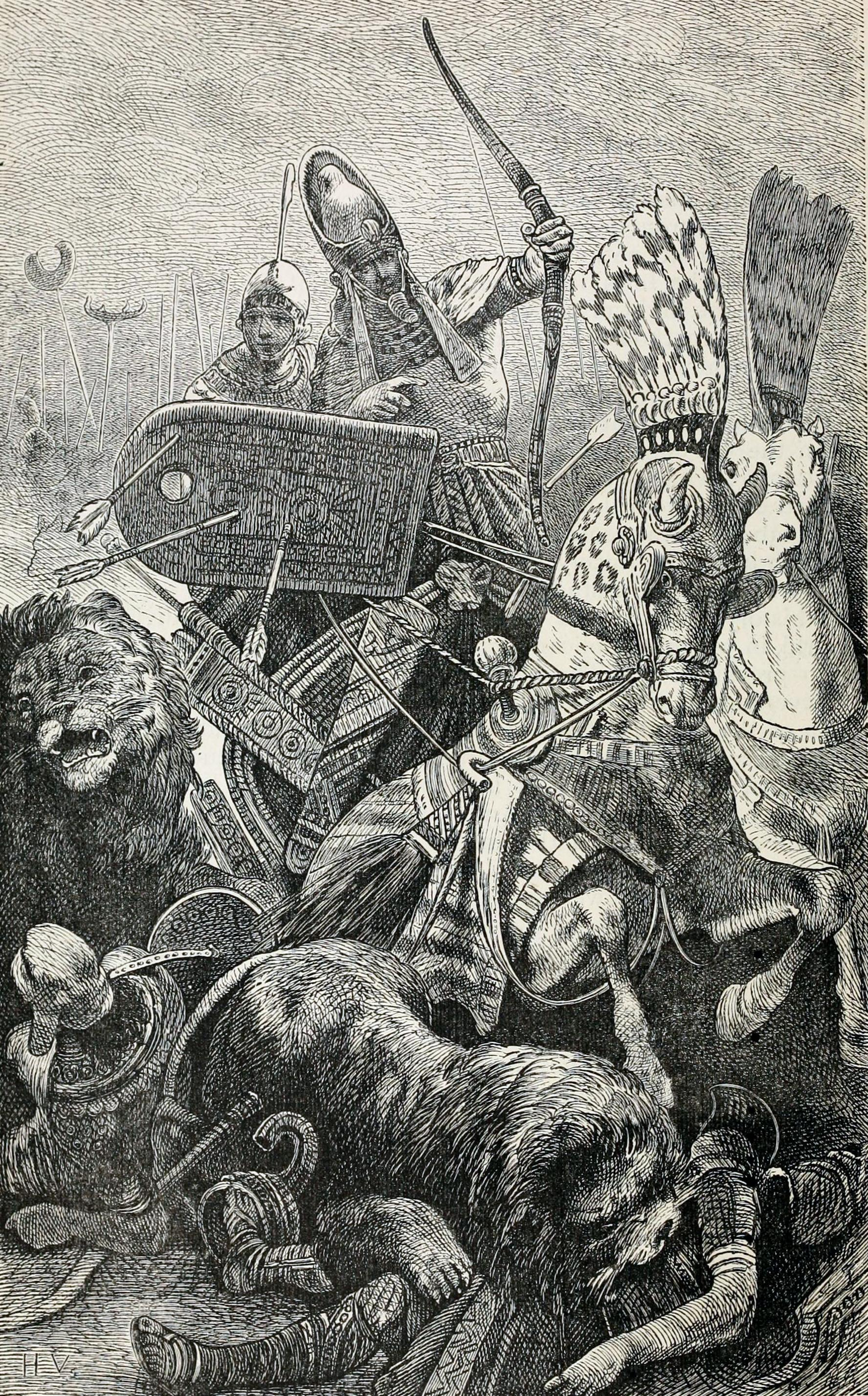
«سسوستریس که در این حکاکی قرن نوزدهمی به‌عنوان رامسس دوم در طول نبرد کادش شناخته می‌شود.

سسوستریس (زبان یونانی: Σέσωστρις) نام پادشاه افسانه ای مصر باستان است که به گفته  هرودوت، یک لشکرکشی نظامی به بخش‌هایی از اروپا رهبری کرد. سسوستریس احتمالاً بر اساس زندگی سنوسرت یکم، سنوسرت سوم و شاید دیگر فراعنه مانند ششونک یکم و  رامسس دوم است.